# Zone arrière du groupe d'armées Centre
La zone arrière du groupe d'armées Centre (en allemand : Rückwärtiges Heeresgebiet Mitte) est l'un des trois commandements de zone arrière de groupe d'armées (en), établi lors de l'invasion allemande de l'Union soviétique en 1941. Initialement commandée par le général Max von Schenckendorff, elle constitue une zone de juridiction militaire mobile derrière le groupe d'armées Centre de la Wehrmacht lors de ses avancées puis du retrait progressif d'URSS.
La fonction première de la zone arrière du groupe d'armée Centre consiste à assurer la sécurité des troupes combattantes (notamment en protégeant les lignes d'approvisionnement). Dans ce cadre, elle est le théâtre de massacres pendant l'Holocauste et d'autres crimes contre l'humanité visant la population civile. Selon l'historien Michael Parrish, le commandant de la zone « présidait un empire de terreur et de brutalité ».

## Organisation
Le commandant de la zone arrière du groupe d'armées Centre, le général Max von Schenckendorff, est subordonné au groupe d'armées Centre et doit assurer la sécurité des arrières de ce dernier. Il dépend également de Eduard Wagner, quartier-maitre général au haut commandement de l'armée de terre, chargé entre autres de la sécurité à l'arrière du front de l'Est.
Pour assurer sa mission, Schenckendorff contrôle trois divisions de sécurité et supervise les unités de la police secrète de la Wehrmacht, la Geheime Feldpolizei. Il opère en parallèle et en coopération avec Erich von dem Bach-Zelewski, chef supérieur de la SS et de la Police, et un proche d'Heinrich Himmler.

## Guerre contre les partisans et crimes contre l'humanité
Les tâches de Schenkendorff incluent la sécurité des communications et des lignes d'approvisionnement, la lutte contre les partisans soviétiques (la fonction principale des divisions de sécurité), mais aussi l'exploitation économique des zones conquises. Un certain nombre de formations de la SS opèrent pendant tout le conflit dans la zone de responsabilité de Schenkendorff, dont des Einsatzgruppen et des bataillons de l'Ordnungspolizei, qui y perpètrent un grand nombre de massacres lors de la Shoah par balles.
Les unités de sécurité, souvent en coordination avec la Wehrmacht ou sous sa direction, ciblent explicitement la population civile à l'arrière du front, dans le secteur du groupe d'armée Centre comme ailleurs. Les opérations anti-partisanes se traduisent souvent par la destruction de villages, la saisie du bétail, la déportation de la population valide vers l'Allemagne pour le travail forcé et le meurtre de ceux qui ne sont pas en âge de travailler.